# ISO 3166-2:UA
ISO 3166-2:UA est l'entrée pour l'Ukraine dans l'ISO 3166-2, qui fait partie du standard ISO 3166, publié par l'Organisation internationale de normalisation (ISO), et qui définit des codes pour les noms des principales administration territoriales (e.g. provinces ou États fédérés) pour tous les pays ayant un code ISO 3166-1.

## Région (24), villes (2) et république  (1)
Les noms des subdivisions sont listés selon l'usage de la norme ISO 3166-2, publiée par l'agence de maintenance de l'ISO 3166.
```
UA-43
 
Avtonomna Respublika Krym
 (république )

UA-71
 
Cherkaska oblast

UA-74
 
Chernihivska oblast

UA-77
 
Chernivetska oblast

UA-12
 
Dnipropetrovska oblast

UA-14
 
Donetska oblast

UA-26
 
Ivano-Frankivska oblast

UA-63
 
Kharkivska oblast

UA-65
 
Khersonska oblast

UA-68
 
Khmelnytska oblast

UA-35
 
Kirovohradska oblast

UA-30
 
Kyiv
 (ville)

UA-32
 
Kyivska oblast

UA-09
 
Luhanska oblast

UA-46
 
Lvivska oblast

UA-48
 
Mykolaivska oblast

UA-51
 
Odeska oblast

UA-53
 
Poltavska oblast

UA-56
 
Rivnenska oblast

UA-40
 
Sevastopol
 (ville)

UA-59
 
Sumska oblast

UA-61
 
Ternopilska oblast

UA-05
 
Vinnytska oblast

UA-07
 
Volynska oblast

UA-21
 
Zakarpatska oblast

UA-23
 
Zaporizka oblast

UA-18
 
Zhytomyrska oblast
```

Historique des changements
- 3 novembre 2014-11-03 : Mise à jour du nom de la subdivision UA-43; mise à jour de la Liste Source